# قاي دبليو. بيلي
قاي دبليو. بيلي (بالإنجليزية: Guy W. Bailey)‏ هو محامي وسياسي أمريكي، ولد في 7 مايو 1876 في هاردويك في الولايات المتحدة، وتوفي في 22 أكتوبر 1940 في إسكس جانكشن في الولايات المتحدة. حزبياً، نشط في الحزب الجمهوري. وقد انتخب عضو مجلس نواب فيرمونت.